# HMS Albion (L14)
O HMS Albion é um navio de desembarque construído para a Marinha Real Britânica, o primeiro da classe Albion de dois navios. Construído pela BAE Systems Marine em Barrow-in-Furness, o Albion foi lançado em março de 2001 por Ana, Princesa Real. 

## Carreira
O navio foi encomendado para a Marinha Real em 18 de julho de 1996,  foi construído pela BAE Systems Marine em seu estaleiro em Barrow-in-Furness, Cumbria. O primeiro aço foi cortado em 17 de novembro de 1997, e a quilha do navio foi batida no dia 23 de maio de 1998. O navio foi lançado no dia 9 de março de 2001. Ele foi comissionado na Marinha Real em 19 de junho de 2003 por sua patrocinadora Anne, Princesa Real. 
Devido a cortes de custos na Marinha Real, a Revisão Estratégica de Defesa e Segurança de 2010 determinou que um dos dois LPDs da classe Albion deveria ser colocado em prontidão estendida, ou reserva não tripulada, enquanto o outro permaneceria em alta prontidão para operações. Os navios deveriam alternar entre esses estados ao longo de suas vidas úteis. Foi decidido que o HMS Albion seria o primeiro a ser colocado em prontidão estendida, com um custo de £ 2,5 milhões, uma vez que o HMS Bulwark havia recentemente concluído uma grande reforma. Os custos operacionais durante a prontidão estendida foram estimados em £ 300.000 por ano, para garantir que o navio estivesse disponível para reativação em curto prazo. O HMS Albion retornou à alta prontidão quando o HMS Bulwark foi colocado em prontidão estendida. Em 2014, Albion passou por uma reforma de regeneração e se juntou novamente à frota ativa em 2016. Os custos operacionais de um dos navios da classe Albion em alta prontidão variaram entre £ 17,7 milhões e £ 38,6 milhões por ano, de 2007 a 2011. No final de 2018, o HMS Albion estava em serviço ativo, enquanto o HMS Bulwark continuava em prontidão estendida.
Em 27 de janeiro de 2021, HMS Albion transferiu o serviço de navio-almirante da frota para o HMS Queen Elizabeth (R08).
Em julho de 2023, HMS Albion retornou a Devonport de sua implantação final antes de entrar em um estado de "prontidão reduzida" (tripulação reduzida a bordo para manutenção do navio). Foi previsto que o seu irmão HMS Bulwark assumiria o antigo papel de linha de frente de HMS Albion em 2024 após completar uma reforma prolongada, embora tenha sido relatado que ela também seria mantida na reserva. Era planejado que o navio permanecesse em prontidão estendida até pelo menos 2029, com seu retorno às operações ativas naquele ponto dependendo de receber uma nova reforma para permitir que ela continuasse em serviço no início da década de 2030.
No entanto, em novembro de 2024, o governo anunciou que o HMS Albion (junto com seu navio irmão) seria retirado de serviço em março de 2025.